# Nomada marshamella
Nomada marshamella là một loài côn trùng trong họ Apidae.